# Buras-Triumph
Buras-Triumph is een plaats (census-designated place) in de Amerikaanse staat Louisiana, en valt bestuurlijk gezien onder Plaquemines Parish.

## Demografie
Bij de volkstelling in 2000 werd het aantal inwoners vastgesteld op 3358.

## Geografie
Volgens het United States Census Bureau beslaat de plaats een oppervlakte van
18,7 km², waarvan 13,0 km² land en 5,7 km² water.

## Plaatsen in de nabije omgeving
De onderstaande figuur toont nabijgelegen plaatsen in een straal van 52 km rond Buras-Triumph.